# Compararea distribuțiilor Linux
Aceste tabele compară ultimele versiuni stabile a distribuțiilor notabile cu mai multe criterii obiective diferite.

## General
Tabelul de mai jos arată informația generală despre distribuții: creator sau producător, data eliberării, ultima versiune, etc.
| Distribuție                     | Fondator                                     | Susținător                        | Anul lansării inițiale | Versiunea stabilă curentă | Actualizări de securitate (ani)                                                                    | Data de lansare | Angajamentul global al distribuției                                                                      | Bifurcat din                                   | Audiența țintă                                                     | Costul    |
| ------------------------------- | -------------------------------------------- | --------------------------------- | ---------------------- | ------------------------- | -------------------------------------------------------------------------------------------------- | --------------- | --- | ---------------------------------------------- | ------------------------------------------------------------------ | --------- |
| ALT Linux                       | Echipa ALT Linux                             | Echipa ALT Linux, ALT Linux LLC   | ianuarie 2001          | 9.1                       | | ianuarie 2020   | X | Mandrake Linux                                 | general, școala                                                    | gratis    |
| antiX                           | Anticapitalista                              | Anticapitalista                   | ianuarie 2007          | 19.4                      | | ianuarie 2021   | X | Debian, MEPIS                                  | calculatoare vechi                                                 | gratis    |
| Arch Linux                      | Judd Vinet                                   | echipa de dezvoltare              | ianuarie 2002          | încontinuu                | încontinuu                                                                                         | încontinuu      | X | Independent, inspirat din CRUX                 | general                                                            | gratis    |
| CentOS                          | Proiectul CentOS                             | Proiectul CentOS                  | ianuarie 2003          | 8.2-2004                  | 10 ani                                                                                             | ianuarie 2020   | X | Red Hat Enterprise Linux (RHEL)                | server, stație de lucru                                            | gratis    |
| Chrome OS                       | Sundar Pichai                                | Google                            | 2009                   | 90.0.4430.86              | 6.5 ani                                                                                            | ianuarie 2021   | X | Chromium OS                                    | aplicații web                                                      | gratis    |
| Debian                          | Ian Murdock                                  | Proiectul Debian                  | ianuarie 1993          | 10.9                      | ~3 ani                                                                                             | ianuarie 2021   | Contractul Social Debian și DFSG (ediția principală e 100% liberă, pachetele proprietare sunt opționale) | Softlanding Linux System (SLS)                 | general, server, calculator personal                               | gratis    |
| Devuan                          | The "Veteran Unix Admins" (VUA)              | The "Veteran Unix Admins" (VUA)   | ianuarie 2016          | 3.1.0                     | | ianuarie 2021   | X | Debian                                         | general                                                            | gratis    |
| Deepin                          | Wuhan Deepin Technology Co., Ltd.            | Wuhan Deepin Technology Co., Ltd. | ianuarie 2004          | 20.2                      | | ianuarie 2021   | X | Debian                                         | general                                                            | gratis    |
| Fedora                          | Proiectul Fedora                             | Proiectul Fedora                  | ianuarie 2003          | 34                        | 1 an                                                                                               | ianuarie 2021   | Regulile de licențiere Fedora                                                                            | Red Hat Linux                                  | general                                                            | gratis    |
| Freespire                       | Lindows.com, Inc.                            | PC/OpenSystems LLC                | ianuarie 2001          | 7.5                       | | ianuarie 2021   | X | Ubuntu                                         | calculator personal                                                | gratis    |
| Gentoo Linux                    | Daniel Robbins                               | Fundația Gentoo, Inc.             | ianuarie 2002          | încontinuu                | încontinuu                                                                                         | încontinuu      | Contractul Social Gentoo                                                                                 | Enoch Linux                                    | general                                                            | gratis    |
| Kali Linux                      | Max Moser, Mati Aharoni, Martin J. Muench    | Offensive Security                | ianuarie 2013          | 2020.2                    | | ianuarie 2020   | X | Debian                                         | audit, criminalistică, securitate, rețea                           | gratis    |
| Knoppix                         | Klaus Knopper                                | echipa de dezvoltare              | ianuarie 2000          | 8.6                       | | ianuarie 2019   | X | Debian                                         | portabil                                                           | gratis    |
| Linspire                        | Linspire, Inc.                               | Linspire, Inc.                    | ianuarie 2001          | 9.5                       | | ianuarie 2020   | X | Ubuntu                                         |                                                                    | Comercial |
| Linux Mint                      | Clement Lefebvre                             | echipa de dezvoltare              | ianuarie 2006          | 20.1                      | ~3 ani (LMDE); 5 ani (edițiile principale)                                                         | ianuarie 2021   | X | Debian(LMDE), Ubuntu (edițiile principale)     | calculator personal                                                | gratis    |
| openSUSE                        | SUSE Linux                                   | Proiectul openSUSE                | ianuarie 2006          | Leap 15.2                 | 3 ani                                                                                              | ianuarie 2020   | X | SLS/Slackware                                  | general, calculator personal                                       | gratis    |
| OpenWRT                         |                                              | Echipa OpenWrt                    | ianuarie 2007          | 18.06.4                   | | ianuarie 2019   | X | –                                              | sisteme înglobate                                                  | gratis    |
| PCLinuxOS                       | Bill Reynolds                                | echipa de dezvoltare              | ianuarie 2003          | 2020.1015                 | Semi-încontinuu                                                                                    | ianuarie 2020   | X | Mandriva Linux                                 | calculator personal                                                | gratis    |
| Pentoo                          | Michael Zanetta, Rick Farina, Jens Pranaitis | Pentoo                            | ianuarie 2005          | 2019.1                    | | ianuarie 2019   | X | Gentoo Linux                                   | audit, securitate                                                  | gratis    |
| Puppy Linux                     | Barry Kauler                                 | Fundația Puppy                    | ianuarie 2003          | 8.0                       | | ianuarie 2019   | X | Independent, inspirat de Vector linux          | minimalist, portabil                                               | gratis    |
| Red Hat Enterprise Linux (RHEL) | Red Hat                                      | Red Hat                           | ianuarie 2002          | 8.2                       | 10 ani                                                                                             | ianuarie 2020   | X | Red Hat Linux, Fedora                          | server, stație de lucru                                            | Comercial |
| Sabayon Linux                   | Fabio Erculiani                              | echipa de dezvoltare              | ianuarie 2005          | 19.03                     | | 2019-03-31      | X | Gentoo Linux                                   | general                                                            | gratis    |
| Scientific Linux                | CERN, Fermilab                               | echipa de dezvoltare              | ianuarie 2004          | 7.6                       | | 2018-12-03      | X | Red Hat Linux, Red Hat Enterprise Linux (RHEL) | server, stație de lucru                                            | gratis    |
| Slackware                       | Patrick Volkerding                           | echipa de dezvoltare              | ianuarie 1993          | 14.2                      | | 2016-06-30      | X | Softlanding Linux System (SLS)                 | general                                                            | gratis    |
| Slax                            | Tomas Matejicek                              | Tomas Matejicek                   | ianuarie 2002          | 9.11.0                    | | ianuarie 2019   | X | Debian, Slackware (până la Slax 9)             | portabil                                                           | gratis    |
| SliTaz GNU/Linux                | Christophe Lincoln                           | echipa de dezvoltare              | ianuarie 2008          | încontinuu                | încontinuu                                                                                         | ianuarie 2017   | X | Independent                                    | portabil                                                           | gratis    |
| Solus                           | Ikey Doherty                                 | echipa de dezvoltare              | ianuarie 2005          | încontinuu                | încontinuu                                                                                         | ianuarie 2021   | X | –                                              | calculator personal                                                | gratis    |
| SteamOS                         | Valve                                        | Valve                             | ianuarie 2013          | 2.195                     | | ianuarie 2019   | X | Debian                                         | jocuri video                                                       | gratis    |
| Tiny Core Linux                 | Robert Shingledecker                         | Team Tiny Core                    | ianuarie 2009          | 11.1                      | | ianuarie 2020   | X | Independent, inspirat de Damn Small Linux      | portabil                                                           | gratis    |
| Trisquel GNU/Linux              | Rubén Rodríguez Pérez (quidam)               | Rubén Rodríguez Pérez (quidam)    | ianuarie 2005          | 9.0                       | 3 ani                                                                                              | ianuarie 2020   | 100% liber: GNU FSDG                                                                                     | Ubuntu LTS                                     | calculator personal                                                | gratis    |
| Ubuntu și derivativele          | Canonical Ltd.                               | Canonical Ltd.                    | ianuarie 2004          | 21.04                     | Versiuni standarte 1 an, Versiuni LTS 5 ani. Versiuni derivate LTS 3 sau 5 ani. Ubuntu Pro 10 ani. | 2021-04-22      | X | Debian                                         | general, server, calculator personal, supercomputer, Mainframe IBM | gratis    |
| Ututo                           | Diego Saravia, Daniel Olivera                | echipa de dezvoltare UTUTO        | ianuarie 2000          | XS 2012                   | | ianuarie 2012   | 100% liber: GNU FSDG                                                                                     | Ututo XS: Gentoo Linux, Ututo UL: Ubuntu       | general                                                            | gratis    |
| Vector Linux                    | Robert S. Lange                              | echipa de dezvoltare              | ianuarie 1999          | VL 7.2                    | | 2017-08-28      | X | Slackware                                      | calculator personal                                                | gratis    |
| Zenwalk Linux                   | Jean-Philippe Guillemin                      | echipa de dezvoltare              | ianuarie 2004          | încontinuu                | | 2020-12-10      | X | Slackware                                      | general                                                            | gratis    |
| Distribuție                     | Fondator                                     | Susținător                        | Anul lansării inițiale | Versiunea stabilă curentă | Actualizări de securitate (ani)                                                                    | Data de lansare | Angajamentul global al distribuției                                                                      | Bifurcat din                                   | Audiența țintă                                                     | Costul    |

1. ↑  Versiunile Debian sunt suportate oficial timp de  1 an după lansarea următoare, iar timpul dintre versiuni e de aproximativ 2 ani. Proiectul Debian LTS oferă suport bazat pe comunitate și extinde perioada completă de suport la 5 ani.
2. ↑  ISOurile implicite conțin programe proprietare
3. ↑  pentru mai multe informații vizitați: https://trisquel.info/en/wiki/trisquel